# San Rafael Mazatepec
San Rafael Mazatepec är en ort i Mexiko.   Den ligger i kommunen Cuautepec de Hinojosa och delstaten Hidalgo, i den sydöstra delen av landet, 90 km nordost om huvudstaden Mexico City. San Rafael Mazatepec ligger 2 548 meter över havet och antalet invånare är 230.
Terrängen runt San Rafael Mazatepec är kuperad västerut, men österut är den platt. Runt San Rafael Mazatepec är det ganska tätbefolkat, med 96 invånare per kvadratkilometer. Närmaste större samhälle är Apan, 19,9 km sydväst om San Rafael Mazatepec. Trakten runt San Rafael Mazatepec består till största delen av jordbruksmark.